# 밀턴킨스 던스 FC
밀턴킨스 던스 FC(Milton Keynes Dons F.C.)는 2004년 창단된 잉글랜드의 축구팀이다. 버킹엄셔주 밀턴킨스에 연고지를 두고 있다. 홈 경기장은 스타디움 MK이다.
밀턴킨스 던스는 본래 런던 남부의 윔블던을 연고로 하던 윔블던 FC가 팀의 전신이었으며, 2003년 밀턴킨스로 연고지를 옮긴 후 2004년 6월부터 현재의 팀명으로 새롭게 활동을 시작했다. 법적으로는 밀턴킨스 던스 FC가 윔블던 FC를 이어 받은 것이 인정되지만, 밀턴킨스 던스 FC는 윔블던 FC의 역사에 대한 권리를 주장하지 않으며, 윔블던 FC의 트로피 및 기념품들은 머튼 자치구에 위탁하는 데에 합의했다. 이러한 결정은 영국 축구 서포터 연맹(Football Supporters Federation)의 제안에 밀턴킨스 던스 서포터 협회(Milton Keynes Dons Supporters Association)가 동의하면서 이루어지게 되었다. 축구 서포터 연맹은 밀턴킨스 던스 서포터 협회를 보이콧 했던 바 있다.
윔블던 FC의 기존 팬들은 이러한 연고지 이전 이후로 더 이상 새로운 팀을 응원하지 않고 있으며, 자체적으로 AFC 윔블던이라는 세미프로 축구팀을 창단했다. 이후 풋볼 리그 2로 승격하면서 프로 축구팀이 된다.

## 역사
밀턴킨스 던스의 역사는 1990년대 말, 음악 사업가이자 밀턴킨스의 열정적인 후원자인 피트 윙클만과 함께 시작된다. 그는 그 도시에서 최고의 축구경기가 열리는 것을 원했었다. 이 도시에는 이미 밀턴킨스 시티라는 축구팀이 존재했지만, 9부 리그 격인 Spartan South Midlands League에 머물러 있었다. 오직 스포츠의 기쁨을 가져오기를 의도했던 그는 Dr. Martens의 백만장자인 맥스 그릭스가 인근 지역 팀인 러시덴 & 다이아몬즈에 투자한 것처럼 지역 팀에 투자할 수도 있었다. 그러나 윙클만은 본선 철도역 주변에 Asda와 IKEA 대형 수퍼마켓을 포함하는 지역의 거대한 상업적 발전의 일부로 피파 규격의 경기장을 건립할 수 있는 기회를 알게 된다. 이것은 아마도 그 도시에 마지막으로 남아있는 돈이 될 만한 마지막 지역이었을 것이며, 만약 이 기회를 놓친다면 또 다른 기회는 없을지도 모르는 일이었다. 그는 이런 경기장을 그 당시 빈약한 지원을 받고 있는 논리그(프리미어리그와 풋볼 리그를 제외한 리그) 팀이 사용할 수 있도록 후원자들을 설득하고 싶어 하지 않는 것 같았다. 대신에 그는 다른 도시의 프로축구팀을 가져올 계획을 세우게 된다.
1998년부터 윙클만은 바넷, 루턴 타운과 퀸즈 파크 레인저스 등을 포함한 재정적인 어려움을 겪고 있는 다른 클럽 팀들에게 접근을 시도했지만 모두 그의 유혹을 거절했다. 그러나 수년 동안 윔블던 밖의, 밀집된 런던 시장 밖의 새로운 연고지를 찾고 있던 윔블던 FC에서 그는 완벽한 일치를 발견했다. 그는 클럽의 경영자에게 밀턴킨스로의 이전은 그들에게 필요로 하는 새로운 시작이 될 수 있을 것이라고 설득했다. 2002년 5월 28일, 잉글랜드 축구 협회는 윔블던 FC의 밀턴킨스로의 연고이전을 승인했다. 비록 이런 종류의 다른 연고이전이 있기는 했지만, 이 사건은 특히 공격을 당했다. 연맹 결정을 미국형 "스포츠 프랜차이징"으로 이해한 이들은 윔블던에게 "프랜차이징 FC"라는 불명예스러운 직함을 선사했다. 그러나 연고이전이 실행되기 전(2002년 5월 28일의 이전 결정에 대한 FA 위원회의 결정 이후 거의 1년 이후인 15개월 후) 윔블던은 2천만 파운드가 넘는 빚으로 인해 재정 관리에 들어가게 된다. 축구팬들이 논쟁의 여지가 있는 연고지 이전 결정으로 인한 보이콧이 빚의 증가에 한몫했다.
2003-2004 시즌 동안 윔블던 FC는 법정 관리자에 의해 운영되었으며 다수의 좋은 선수들은 팔려나갔다. 매우 초라한 시즌이 끝나고 이 클럽은 풋볼 리그 1(3부 리그)으로 강등 당한다. 2003년 여름 동안 윙클만은 내셔널 하키 스타디움을 축구 경기장으로 개조하는 데 비용을 투자했다. 2003년 9월에 윔블던 FC는 밀턴킨스의 내셔널 하키 스타디움으로 이사한다. 2004년 봄에 윙클만은 파산상태의 사업을 사들였고 클럽이 사라지는 것을 막을 수 있었다.

## 명칭 변경
2004년 7월, 잉글랜드 축구 협회의 "Independent Commission"의 권유에도 불구하고, 윙클만은 투표가 행해졌던 쟁점이었던, 공식 서포터즈 클럽의 윔블던이라는 단어를 이름 속에 존속시키기로 만장일치로 찬성한 투표에 의해 팬들에게 이전에 약속했던 윔블던의 이름을 밀턴킨스 던스로 변경하는 것을 발표했다. 윙클만은 이전 클럽의 역사를 인정하는 차원에서 별명이 아닌 공식 명칭에 정식으로 "Dons"라는 명칭을 포함시킨다고 발표했지만, 그것은 그가 화제를 종결시키고 싶어 한다는 것을 확실하게 하는 것이었다. 클럽이 7월 1일 새로운 이름과 소유자에 의해 정식으로 관리 상태에서 벗어나게 된다. 그는 또한 이번에는 어떠한 논의도 없이 새로운 팀의 색과 상징을 발표하게 된다. 상징에는 MK던스가 2004년에 출범한 새로운 팀이라는 의미를 나타내는 MMIV를 형상화한 표식을 갖고 있다. 인터넷 도메인 이름인 mkdons.com은 윙클만에 의해 2000년에 이미 등록되어 있었다.

## 서포터즈 클럽 승인
2005년 6월 5일, Fans Parliament(Football Supporters' Ferderation의 의결기관)에서 밀턴킨스 던스의 서포터즈 클럽을 정식 회원으로 승인하는 것이 반대 98, 찬성 44로 또다시 거부되었다. 그러나 비록 그들이 FSF의 운영자들과 만나는 것이 MK써포터들의 힘과는 무관한 것이지만 만약 두 가지 조건이 만족된다면 FSF는 덜 적대적이 될 것이며(반드시 호의적일 필요는 없지만) 그들이 운영자들에게 영향을 미칠 수 있을 것이라는 비공식적인 제안이 제기되었다.
윔블던 FC의 역사와 영광을 윔블던 지역사회와 AFC 윔블던에게 반환되는 것. (Fans Parliament에 의해 승인된 개정2안에 따라) 이것은 2002년 5월 28일 이전에 획득한 모든 영예를 포함한다.
잉글랜드 축구 협회는 클럽 팀들이 그들 본래의 지역사회 밖으로 이전하는 것을 막을 수 있도록 규정을 개정할 것.
풋볼 리그의 6가지 규정 중에 오직 한 가지가 똑같은 재배치에 반대하고 있다. 많은 이들이 이 규정을 적극적으로 지지하고 있다.

## 역대 성적
- 풋볼 리그 2 (4부리그)

우승 : 2007-08
- 풋볼 리그 트로피

우승 : 2007-08

## 선수 명단

### 현역
참고: FIFA 자격 규정에 따라 소속된 국가대표팀 국기를 표시합니다. 선수는 복수의 FIFA 비회원국 국적을 가지고 있을 수 있습니다.
| 번호 | 포지션 | 국적       | 이름        |
| ---- | ------ | ---------- | ----------- |
| 10   | MF     | 아일랜드   | 리암 켈리   |
| 22   | FW     | 스코틀랜드 | 칼럼 헨드리 |

| 번호 | 포지션 | 국적 | 이름 |
| ---- | ------ | ---- | ---- |

## 역대 감독
| 감독               | 임기        |
| ------------------ | ----------- |
| 폴 인스            | 2007 ~ 2008 |
| 로베르토 디 마테오 | 2008 ~ 2009 |
| 폴 인스            | 2009 ~ 2010 |
| 러셀 마틴          | 2019 ~ 2021 |